# قائمة مطارات جزر القمر

علم جزر القمر

تحتوي هذه المقالة قائمة المطارات الموجودة في جزر القمر.

## القائمة
| المدينة | رمز إيكاو | رمز إياتا | المطار                          |
| ------- | --------- | --------- | ------------------------------- |
| أنجوان  | FMCV      | AJN       | مطار أواني                      |
| موهيلي  | FMCI      | NWA       | مطار موهيلي بندر السلام         |
| موروني  | FMCN      | YVA       | مطار إيكوني                     |
| موروني  | FMCH      | HAH       | مطار الأمير سعيد إبراهيم الدولي |

## مقالات ذات صلة
- المنظمة الوطنية للطيران المدني
- النقل في جزر القمر
- الطيران في جزر القمر

## روابط خارجية
- المنظمة الوطنية للطيران المدني
- المطارات في جزر القمر نسخة محفوظة 11 أبريل 2009 على موقع واي باك مشين.، بيانات مطارات العالم